# Guinecourt
Guinecourt es una comuna francesa del departamento de Paso de Calais, en la región de Alta Francia.

## Demografía
| 33 | 28 | 27 | 30 | 24 | 16 | 15 |
| Para los censos de 1962 a 1999 la población legal corresponde a la población sin duplicidades (Fuente: INSEE [Consultar]) |    |    |    |    |    |    |